# Concepción Montaner
Concepción Montaner (ur. 14 stycznia 1981) – hiszpańska lekkoatletka, specjalizująca się w skoku w dal. 
W 1999 była druga podczas mistrzostw Europy juniorów. Rok później zdobyła tytuł mistrzyni świata juniorów. W 2001 sięgnęła po srebro młodzieżowych mistrzostw Europy oraz złoty medal igrzysk śródziemnmorskich (Radis 2001). W 2002 zajęła wysokie 4. miejsce na mistrzostwach Europy, była ponadto 3. w pucharze świata (Madryt 2002). Srebrna medalistka igrzysk śródziemnomorskich (2005). W 2006 zdobyła brązowy medal (po dyskwalifikacji Tatjany Kotowej halowych mistrzostwach świata, gdzie skoczyła na odległość 6,76 m - tyle samo co druga w konkursie Portugalka Naide Gomes. Brązowy medal przypadł wówczas reprezentatnce Portugalii, która miała lepszy od Montaner drugi wynik w tym konkursie. W 2007 zdobyła srebrny medal halowych mistrzostw Europy, przegrywając ponownie z Gomes. Montaner ma w dorobku również drugie miejsca w innych międzynarodowych imprezach: Superlidze Pucharu Europy (Florencja 2003) oraz Halowym pucharze Europy (Moskwa 2008). Medalistka mistrzostw ibero-amerykańskich (w tym złoto w 2010). Piętnastokrotnie sięgała po złote medale mistrzostw Hiszpanii.

## Rekordy życiowe
- Skok w dal – 6,92 m (2005)
- Skok w dal – 6,78 m (2003)